# Arquidiócesis de Gandhinagar
La arquidiócesis de Gandhinagar (en latín: Archidioecesis Gandhinagarensis y en inglés: Roman Catholic Archdiocese of Gandhinagar) es una circunscripción eclesiástica de la Iglesia católica en India. Se trata de una arquidiócesis latina, sede metropolitana de la provincia eclesiástica de Gandhinagar. Desde el 12 de junio de 2015 su arzobispo es Thomas Ignatius Macwan.

## Territorio y organización
La arquidiócesis tiene 29 942 km² y extiende su jurisdicción sobre los fieles católicos de rito latino residentes en el estado de Guyarat en los distritos de: Gandhinagar, Mahesana, Patan, Banaskantha y Sabarkantha.
La sede de la arquidiócesis se encuentra en la ciudad de Gandhinagar, en donde se halla la Catedral de Jesús, el Amor Encarnado.
La arquidiócesis tiene como sufragáneas a las diócesis de: Ahmedabad y Baroda y la eparquía de Rajkot.
En 2021 en la arquidiócesis existían 20 parroquias.

## Historia
La arquidiócesis fue erigida el 11 de octubre de 2002 con la bula Dilecta in Indiae del papa Juan Pablo II, tomando el territorio de la diócesis de Ahmedabad.

## Estadísticas
Según el Anuario Pontificio 2022 la arquidiócesis tenía a fines de 2021 un total de 18 000 fieles bautizados.
| Año                                                                             | Población            | Población  | Población      | Sacerdotes | Sacerdotes    | Sacerdotes    | Bautizados por sacerdote | Diáconos permanentes | Religiosos | Religiosos | Parroquias |
| Año                                                                             | Bautizados católicos | Total      | % de católicos | Total      | Clero secular | Clero regular | Bautizados por sacerdote | Diáconos permanentes | Varones    | Mujeres    | Parroquias |
| ------------------------------------------------------------------------------- | -------------------- | ---------- | -------------- | ---------- | ------------- | ------------- | ------------------------ | -------------------- | ---------- | ---------- | ---------- |
| 2002                                                                            | 14 000               | 7 270 466  | 0.2            | 41         | 13            | 28            | 341                      |                      | 31         | 73         | 14         |
| 2003                                                                            | 14 000               | 8 618 300  | 0.2            | 44         | 17            | 27            | 318                      |                      | 29         | 75         | 14         |
| 2004                                                                            | 14 545               | 9 000      | 0.2            | 50         | 20            | 30            | 290                      |                      | 32         | 80         | 14         |
| 2006                                                                            | 15 221               | 10 000     | 0.2            | 54         | 21            | 33            | 281                      | 1                    | 37         | 87         | 14         |
| 2013                                                                            | 16 700               | 10 980 000 | 0.2            | 60         | 60            |               | 278                      |                      | 3          | 106        | 17         |
| 2016                                                                            | 15 970               | 10 579 000 | 0.2            | 61         | 29            | 32            | 261                      |                      | 33         | 110        | 18         |
| 2019                                                                            | 16 822               | 10 562 800 | 0.2            | 96         | 33            | 63            | 175                      |                      | 64         | 131        | 19         |
| 2021                                                                            | 18 000               | 11 340 000 | 0.2            | 102        | 36            | 66            | 176                      |                      | 69         | 106        | 20         |
| Fuente: Catholic-Hierarchy, que a su vez toma los datos del Anuario Pontificio. |                      |            |                |            |               |               |                          |                      |            |            |            |

## Episcopologio
- Stanislaus Fernandes, S.I. (11 de octubre de 2002-12 de junio de 2015 retirado)
- Thomas Ignatius Macwan, desde el 12 de junio de 2015